# 海珠斯萤叶甲
海珠斯萤叶甲（学名：Sphenoraia haizhuensis），一种于中华人民共和国广东省广州市海珠湿地公园发现的一种昆虫，隶属于鞘翅目叶甲科（金花虫科）斯萤叶甲属。

## 形态特征
海珠斯萤叶甲体长6.0～6.5毫米，体宽4.0～4.3毫米。通体呈黄色，每个鞘翅上具有7个大黑斑。触角第1-3节为黄色，其余部分为黑褐色。